# Macareu (filho de Hélio)
Na mitologia grega, Macareu foi um dos Helíadas, filhos de Hélio e Rode. Segundo Diodoro Sículo, Macareu e seus irmãos Triopas, Áctis e Cândalo invejavam a habilidade em ciências de Tenages, outro dos Helíadas, e o mataram. Quando o crime foi descoberto, eles fugiram de Rodes. Macareu fugiu para Lesbos, onde tornou-se rei, e assumiu o controle de muitas ilhas vizinhas. Lesbos, filho de Lápites e neto de Éolo, e epônimo da ilha, casou-se com a filha de Macareu, Metímna (epônima de Metímna, uma cidade em Lesbos); alternativamente, Metímna casou-se com Lepetímno, epônimo de um monte da ilha, e teve dois filhos, Hecetão e Hipsípilos, que foram escravizados por Aquiles durante o saque da cidade de Metímna. Entre os as outras filhas de Macareu estavam Mitilene, Agâmede, Antissa e Arisbe, todas epônimas de cidades Lesbos. Confiou a seus varões a liderança das colônias por ele fundadas em ilhas vizinhas: Cidrolau foi enviado para Samos, Neandro para Cós, Lêucipo para Rodes (onde os colonos misturaram-se com a população local) e um filho de nome desconhecido para Quios. Outro filho de Macareu, Ereso, deu seu nome para uma cidade de Lesbos (moderna Eresos).